# Straßenbahn Ingolstadt

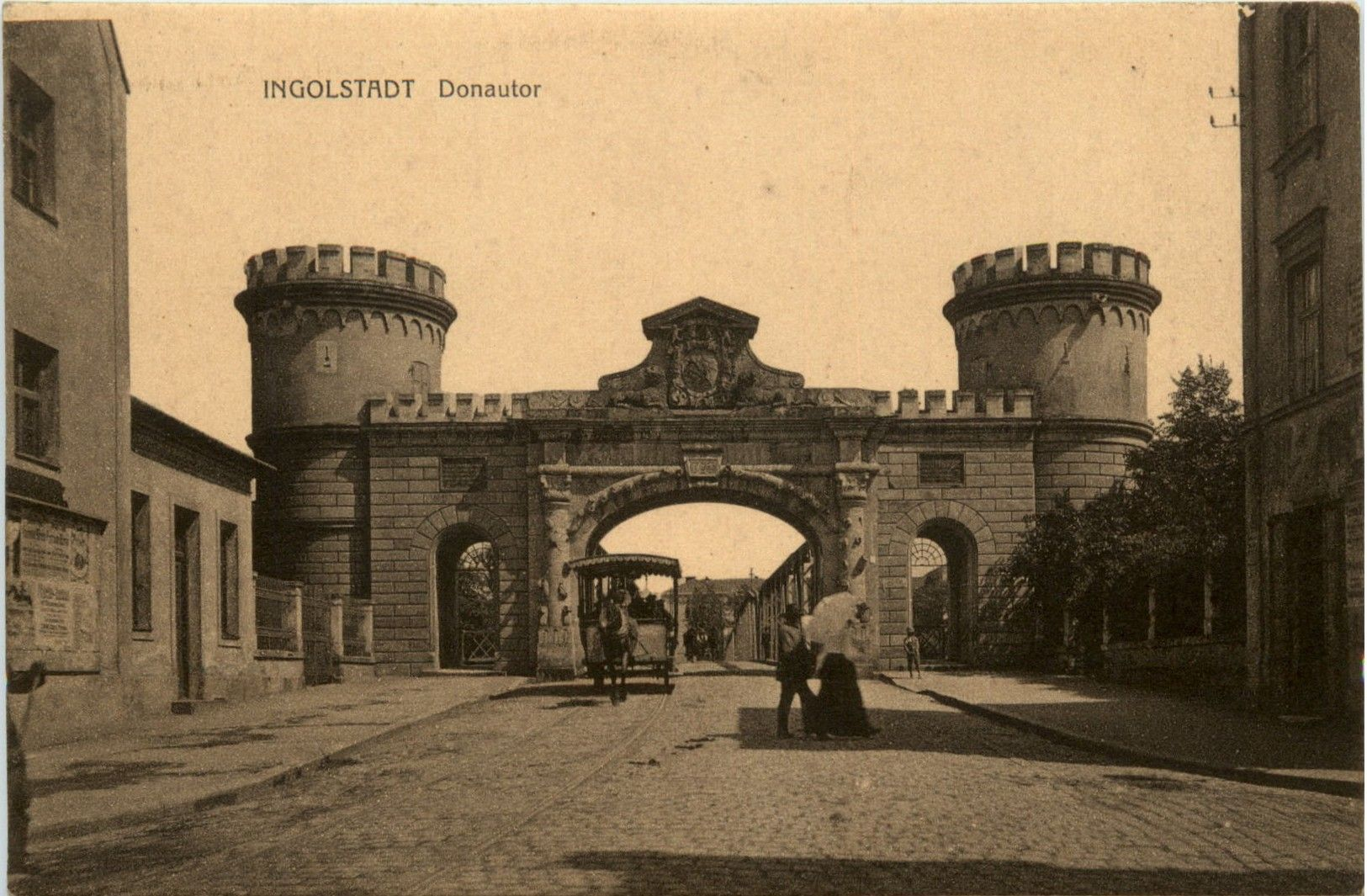
Die Straßenbahn Ingolstadt durchquert das Donautor stadteinwärts

Die Straßenbahn Ingolstadt war eine normalspurige Pferdebahn. Sie befuhr die 3,26 Kilometer lange Strecke vom Münster über die Theresienstraße und die Harderstraße zum heutigen Hauptbahnhof, der im 19. Jahrhundert noch Centralbahnhof hieß.

## Streckenbeschreibung
| |                      |                                    |                                    |
| Streckenlänge: | 3,26 km              |                                    |                                    |
| Spurweite: | 1435 mm (Normalspur) |                                    |                                    |
| Maximale Neigung: | 27 ‰                 |                                    |                                    |
| |                      |                                    |                                    |
| \| \| \| Alte Post (bis 1913) \| \| \| \| \| Obere Pfarrkirche (Poppenbräu) \| \| \| \| \| Adler \| \| \| \| \| Bären \| \| \| \| \| Gouvernement-Platz \| \| \| \| \| b. Kritschen \| \| \| \| \| Donaubrücke \| \| \| \| \| Donau \| \| \| \| \| \| \| \| \| \| Vorgraben \| \| \| \| \| Bonschab \| \| \| \| \| Bahnstrecke Ingolstadt–Neuoffingen \| \| \| \| \| Donauwörther Überfahrt \| \| \| \| \| Depot \| \| \| \| \| Bichler \| \| \| \| \| Personenbahnhof \| \| \| \| \| Postgleis (bis 1913) \| \| \| \| \| Güterbahnhof (bis 1913) \| \| |                      |                                    |                                    |
| U-Bahn-Betriebsstelle Streckenanfang (Strecke außer Betrieb) |                      | Alte Post (bis 1913)               | Alte Post (bis 1913)               |
| U-Bahn-Bahnhof (Strecke außer Betrieb) |                      | Obere Pfarrkirche (Poppenbräu)     | Obere Pfarrkirche (Poppenbräu)     |
| U-Bahn-Haltepunkt / Haltestelle (Strecke außer Betrieb) |                      | Adler                              | Adler                              |
| U-Bahn-Haltepunkt / Haltestelle (Strecke außer Betrieb) |                      | Bären                              | Bären                              |
| U-Bahn-Haltepunkt / Haltestelle (Strecke außer Betrieb) |                      | Gouvernement-Platz                 | Gouvernement-Platz                 |
| U-Bahn-Haltepunkt / Haltestelle (Strecke außer Betrieb) |                      | b. Kritschen                       | b. Kritschen                       |
| U-Bahn-Bahnhof (Strecke außer Betrieb) |                      | Donaubrücke                        | Donaubrücke                        |
| U-Bahn-Brücke über Wasserlauf (Strecke außer Betrieb) |                      | Donau                              | Donau                              |
| U-Bahn-Dienststation / Betriebs- oder Güterbahnhof (Strecke außer Betrieb) |                      |                                    |                                    |
| U-Bahn-Brücke über Wasserlauf (Strecke außer Betrieb) |                      | Vorgraben                          | Vorgraben                          |
| U-Bahn-Haltepunkt / Haltestelle (Strecke außer Betrieb) |                      | Bonschab                           | Bonschab                           |
| U-Bahn-Kreuzung mit Eisenbahn (Strecken außer Betrieb) |                      | Bahnstrecke Ingolstadt–Neuoffingen | Bahnstrecke Ingolstadt–Neuoffingen |
| U-Bahn-Bahnhof (Strecke außer Betrieb) |                      | Donauwörther Überfahrt             | Donauwörther Überfahrt             |
| U-Bahn-Abzweig geradeaus und von rechts (Strecke außer Betrieb) |                      | Depot                              | Depot                              |
| U-Bahn-Haltepunkt / Haltestelle (Strecke außer Betrieb) |                      | Bichler                            | Bichler                            |
| U-Bahn-Bahnhof (Strecke außer Betrieb) |                      | Personenbahnhof                    | Personenbahnhof                    |
| U-Bahn-Dienststation / Betriebs- oder Güterbahnhof (Strecke außer Betrieb) |                      | Postgleis (bis 1913)               | Postgleis (bis 1913)               |
| U-Bahn-Betriebs-/Güterbahnhof Streckenende (Strecke außer Betrieb) |                      | Güterbahnhof (bis 1913)            | Güterbahnhof (bis 1913)            |

Die Strecke führte vom Poppenbräu durch die Theresienstraße zum Schliffelmarkt und von dort durch die Moritzstraße und die Donaustraße und über die Donaubrücke zum Centralbahnhof.

## Geschichte
Seit 1874 hatte ein Pferdeomnibus die Strecke zwischen dem Centralbahnhof und dem etwa drei Kilometer entfernten Stadtzentrum befahren. Am 10. November 1878 nahm Hermann Reuß den Straßenbahnbetrieb in Ingolstadt auf; er vererbte ihn offenbar später an August Reuß. 1919 kam die Bahn in den Besitz der Stadt.
Reuß senior fungierte auch als Kutscher der Bahn. Die normale Fahrzeit für die Gesamtstrecke betrug knapp 25 Minuten. 
Die Pferdebahn beförderte jährlich etwa 200.000 Fahrgäste. Der Plan einer Elektrifizierung der Strecke, die Bauarbeiten hierzu waren bereits im Gange, wurde nach dem Ersten Weltkrieg zunächst aufgeschoben und 1927 ganz aufgegeben. Am 3. März 1921 wurde der Betrieb der Pferdebahn eingestellt. Die Schienenfahrzeuge wurden durch drei Omnibusse ersetzt.

## Betriebsmittel

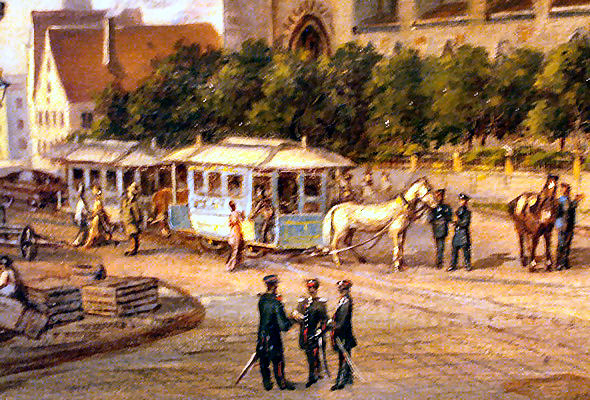
Wagen der Ingolstädter Pferdebahn auf einem Gemälde von Gustav Schröpler

### Fahrzeuge
Es standen zunächst acht geschlossene Salonwagen und fünf offene Sommerwagen für den Einsatz der Straßenbahn Ingolstadt zur Verfügung.
Nach dem Ende des Verkehrs wurden die Wagen verkauft. Einer der Sommerwagen wurde etwa 60 Jahre später als Bienenwagen genutzt an einem Waldrand entdeckt. Er wurde von den Ingolstädter Verkehrsbetrieben gekauft, restauriert und mit Gummireifen 1998 als Pferdefuhrwerk in Betrieb genommen.
Ein Modell eines Pferdebahnwagens ist im Stadtmuseum Ingolstadt ausgestellt. Zwei Wagen der Ingolstadter Pferdebahn sind auch auf einem Gemälde von Gustav Schröpler verewigt.

### Pferde
In der gesamten Betriebszeit wurden 1800 Zugpferde eingesetzt. Gleichzeitig dürften bis zu etwa 30 Tiere im Bestand gewesen sein. Durchschnittlich vier Pferde pro Monat kamen zum Pferdemetzger.

## Personal
Bei der Betriebsaufnahme lag die Personalstärke des Unternehmens bei 13 Mann: vier Kutscher, drei Kondukteure, zwei Kontrolleure, ein Futtermeister, ein Stallbursche und zwei Bürokräfte. Nach der aufgrund des starken Verkehrsaufkommens Einstellung zusätzlicher Kutscher und Kondukteure waren 1908 und 1914 jeweils 19 Mann beschäftigt. Diese Zahl dürfte mit Ausnahme der Zeit des Ersten Weltkrieges konstant geblieben sein.